# Rejon tomakiwski
Rejon tomakiwski – jednostka administracyjna wchodząca w skład obwodu dniepropetrowskiego Ukrainy.
Rejon utworzony w 1923, ma powierzchnię 1200 km² i liczy około 29 tysięcy mieszkańców. Siedzibą władz rejonu jest Tomakiwka.
Na terenie rejonu znajdują się 1 osiedlowa rada i 12 silskich rad, obejmujących w sumie 50 wsi i 4 osady.